# IC 1456
IC 1456 ist eine linsenförmige Galaxie vom Hubble-Typ S0 im Sternbild Wassermann auf der Ekliptik. Sie ist schätzungsweise 345 Millionen Lichtjahre von der Milchstraße entfernt und hat einen Durchmesser von etwa 70.000 Lj.
Das Objekt wurde am 23. September 1891 von Sherbourne Wesley Burnham entdeckt.